# Ester (kemi)
 For alternative betydninger, se Ester. (Se også artikler, som begynder med Ester)
En ester er en kemisk funktionel gruppe, som bl.a. kan dannes ved reaktionen mellem en alkohol og en carboxylsyre. Estere tilhører den gruppe i organiske kemi som kaldes syrederivater, da de oftest dannes ud fra carboxylsyrer. Der findes dog også estere der er dannet af uorganiske syrer, et eksempel er dimethylsulfat, som er en ester af svovlsyre.
En ester kan betragtes som produktet af en kondensationsreaktion, to kemiske forbindelser der hver indeholder en OH-gruppe bliver forbundet under fraspaltning af et vandmolekyle. Svovlsyre benyttes ofte som katalysator for denne reaktion.
Ved lagring af vin og andre væsker, der indeholder ethanol (almindelig alkohol), vil denne og andre alkoholer efterhånden gå i forbindelse med vinsyre og forskellige frugtsyrer og danne estere, der giver produktet velsmag. Det er den reelle forklaring på, at årstallet på flasken kan medføre en højere pris.
En meget velkendt gruppe af estere er dem, der opstår, når alkoholen glycerol (glycerin) og forskellige fedtsyrer danner fedtstoffer.

## Navngivning af estere
En ester navngives efter de to forbindelser (alkohol + carboxylsyre) den er lavet af. På dansk findes der to ligestillede måder at navngive estere på:
1. Carboxylsyredelen nævnes først efterfulgt af navnet på den alkylgruppe som stammer fra alkoholen. Der afsluttes med endelsen 'ester'
2. Alkylgruppen fra alkoholen nævnes først efterfulgt af navnet på carboxylsyren, i form af syreresten. Denne form har endelsen '-oat'

Eksempel: en ester der er dannet ud fra benzoesyre og ethanol vil ifølge navngivningsform 1 hedde 'benzoesyreethylester', og ifølge navngivningsregel 2 ethylbenzoat.

## Fysiske egenskaber
Estere er acceptorer for brintbindinger, hvilket betyder at mange er opløselige i vand. De kan derimod ikke donere brintatomer til brintbindinger, og er derfor ofte mindre vandopløselige og mere flygtige end de tilsvarende syrer, som de er lavet af.
Mange estere dufter behageligt, og de fleste frugter har netop deres karakteristiske duft fra kombinationer af estere. Duften bliver påvirket af hvor meget esteren bliver opvarmet, og antallet af kulstofatomer. Jo færre kulstofatomer der indgår i esterens molekylformel, des bedre dufter esteren.
Mange estere bruges som kunstige smags- og duftstoffer:
| Syre                       | Alkohol        | Ester                          | Ester          |
| -------------------------- | -------------- | ------------------------------ | -------------- |
| Syre                       | Alkohol        | Navn                           | Duft           |
| Metansyre (myresyre)       | Metanol        | Metansyremetylester            | Fersken        |
| Metansyre                  | Isoamylalkohol | Metansyreisoamylester          | Banan          |
| Metansyre                  | Isobutanol     | Metansyreisobutylester         | Hindbær        |
| Ethansyre (eddikesyre)     | pentan-1-ol    | Ethansyrepentyl-1-ester        | Pære           |
| Ethansyre                  | Octanol        | Ethansyreoctylester            | Appelsin       |
| Ethansyre                  | Isoamylalkohol | Ethansyreisoamylester          | Pære           |
| Ethansyre                  | Benzylalkohol  | Ethansyrebenzylester           | Jasmin         |
| Propansyre (propionsyre)   | Ethanol        | Propansyreethylester           | Rom (spiritus) |
| Butansyre (smørsyre)       | Metanol        | Butansyremetylester            | Reinette       |
| Butansyre                  | Ethanol        | Butansyreethylester            | Ananas         |
| Butansyre                  | Pentan-1-ol    | Butansyrepent-1-ylester        | Abrikos        |
| Butansyre                  | Isoamylalkohol | Butansyreisoamylester          | Pære           |
| Butansyre                  | Octan-1-ol     | Butansyreoctylester            | Citrus (urt)   |
| Isobutansyre (isosmørsyre) | Isoamylalkohol | Isobutansyreisoamylester       | Æble           |
| Isovalerianesyre           | Pentan-2-ol    | Isovalerianesyrepent-2-ylester | Banan          |
| Salicylsyre                | Metanol        | Salicylsyremetylester          | Vintergrønt    |
| Benzoesyre                 | Metanol        | Benzoesyremetylester           | Niobeolie      |
| Benzoesyre                 | Ethanol        | Benzoesyreethylester           | Kløver         |
| Anthranilsyre              | Metanol        | Anthranilsyremetylester        | Appelsinblomst |

Inulin-propionatester (IPE) undersøges som slankemiddel.

## Dannelse af estere
Dannelse af en ester sker via en kondensationsreaktion.
Når en ester dannes, dannes den ved en kondensation af en carboxylsyre og en alkohol. 
Carboxylsyre + Alkohol ⇋ Ester + Vand
Et ganske almindeligt eksempel kunne være ethansyreethylester. 
	CH3COOH + CH3CH2OH ↔ CH3 COOCH2CH3+H2O
Denne ester kaldes også for en ethylethanoat (ethylacetat). Vi ved at reaktionen mellem carboxylsyren og alkoholen er meget langsom, så ligevægten indstiller sig først efter lang tid. Men for at forøge denne proces kan man tilsætte en katalysator. Esterdannelsen katalyseres af stærk syre, dvs. at der sker en modsat proces. For at fremstille denne ethansyreethylester kan man koge en blanding af ethansyre, ethanol og konc. svovlsyre. Svovlsyren virker som en katalysator men den reagerer også med det vand som dannes, det betyder at ligevægten indstiller sig længere mod højre altså at udbyttet af esteren forøges.